# L'Ami du jardin
Pour plus de détails, voir Fiche technique et Distribution.
L'Ami du jardin est un film français réalisé par Jean-Louis Bouchaud et sorti en 1999.

## Fiche technique
- Titre : L'Ami du jardin
- Réalisation : Jean-Louis Bouchaud
- Scénario : Jean-Louis Bouchaud
- Photographie : Pierre Fattori
- Costumes : Francine Pignal
- Décors : Dominique Boccarossa
- Son : Jean-François Mabire
- Musique : Stéphane Meer
- Production : Nalina Films
- Pays de production :  France
- Durée : 90 minutes
- Date de sortie : 
  - France : 6 octobre 1999

## Distribution
- Jean-Yves Tual : Jérôme
- Yolande Moreau : Mme Pogut
- Sylvie Joly : Mme Levadoux
- Julie Marboeuf : Yolande
- Gérard Jugnot : Roger
- Claire Nadeau : Marie Françoise
- Antoine Chappey : M. Pogut
- Didier Becchetti : Jacky
- Christophe Salengro : le commissaire
- Christophe Alévêque : l'inspecteur
- Chick Ortega : le policier
- Jean-Paul Farré : Bertot
- Catherine Duros : Clotilde
- Hubert Saint-Macary : le psy
- Geordy Monfils : Cyprien
- Pascale Mariani : Maria
- François Viaur : le maire
- Francis Coffinet : l'adjoint au maire